# 皮昆萊烏富縣

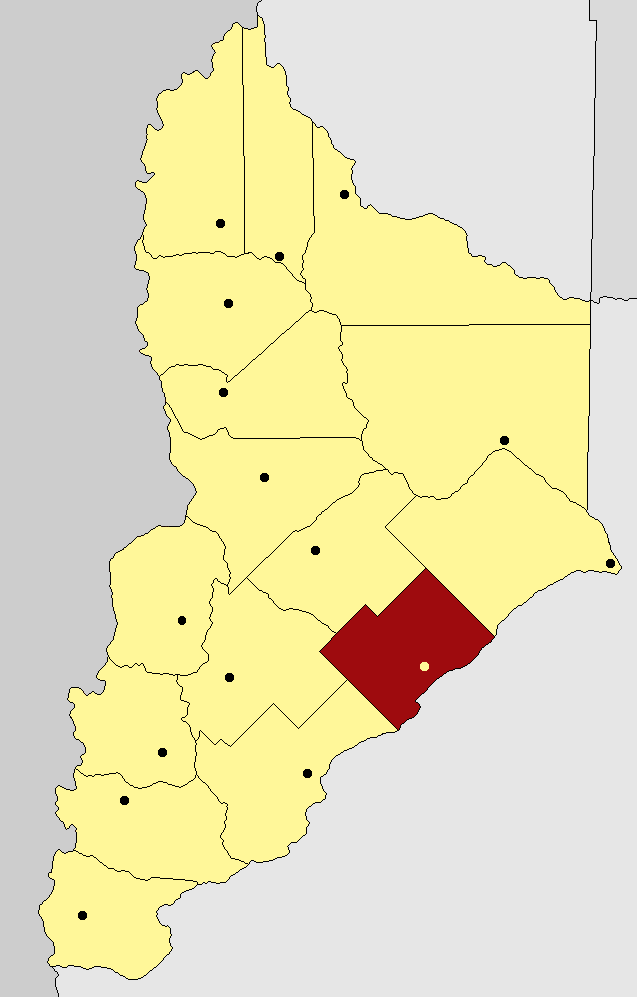

皮昆萊烏富縣（西班牙語：Departamento Picún Leufú），是阿根廷的縣份，位於該國西部內烏肯省，首府設於皮昆萊烏富，面積4,580平方公里，2010年人口4,578，人口密度每平方公里1人。
39°31′07″S 69°17′28″W / 39.51861°S 69.29111°W